# Ignacio Juliá
Ignacio Julià (en catalán, Ignasi Julià) es un periodista y crítico musical nacido en Barcelona (Cataluña, España) en 1956.
Comenzó escribiendo a finales de la década de los 70 para la revista Star. Ya especializado como crítico de rock comenzó a escribir, entre otras publicaciones especializadas, en Vibraciones, Rock Espezial (heredera de la anterior) y Rockdelux (a su vez, heredera de Rock Espezial). En 1985 fundó, junto a Jaime Gonzalo la revista musical Ruta 66, una de las más longevas del panorama español (a día de hoy se sigue editando y Juliá sigue ejerciendo de codirector).
Además de cientos de artículos y críticas, ha escrito diferentes libros de música, sobre John Lennon, Bruce Springsteen y Neil Young, además de las biografías oficiales de The Velvet Underground y Sonic Youth (ésta coescrita con Jaime Gonzalo y publicada en inglés). Ha traducido al castellano Cash, la autobiografía de Johnny Cash.
Ha trabajado también en el periodismo audiovisual, entre 1994 y 1998 codirigió y copresentó el programa El Soterrani en Catalunya Radio junto a David Talleda y Xavier Escuder. Entre 1997 y 2004, produjo diferentes programas de música para la televisión local de Barcelona (BTV), como República 2230 y Pop-Lab.
En 2008 apareció una edición revisada y ampliada de Feed-back: la leyenda de la Velvet Underground su libro sobre The Velvet Underground, esta vez titulado Feed-Back. The Velvet Underground: legend, truth y escrito exclusivamente en inglés.
En 2023 editó el álbum 'Velvet Serenade', con el que culminaba casi medio siglo de dedicación al estudio de la obra de The Velvet Underground.

## Libros publicados
- Juliá, Ignacio (1986). Feed-back: la leyenda de la Velvet Underground. Barcelona: Ruta 66. ISBN 39 580 8 |isbn= incorrecto (ayuda).
- Juliá, Ignacio (1992). Bruce Springsteen: promesas rotas. La Máscara. ISBN 84-7974-021-3.
- Juliá, Ignacio (1993). Ramones. Madrid: Cátedra. p. 248. ISBN 84-376-1180-6.
- Juliá, Ignacio (1993). Neil Young. Madrid: Guía de Música D.L. ISBN 84-604-8435-1.
- Juliá, Ignacio; Gonzalo, Jaime (1994). Sonic Youth: I dreamed of noise. Barcelona: Ruta 66. ISBN 84-605-1861-2.
- Juliá, Ignacio (1996). Grunge Noise & Rock alternativo. Celeste Ediciones. ISBN 84-8211-056-X.
- Juliá, Ignacio (1996). John Lennon: pop rock. La Máscara. ISBN 84-7974-119-8.
- Juliá, Ignacio (1997). Geografía del rock. La Máscara. ISBN 84-7974-224-0.
- Juliá, Ignacio (2005). Pulp-Rock. Artículos y entrevistas 1982-2004. Milenio. ISBN 8497431537.
- Juliá, Ignacio (2008). Feed-Back. The Velvet Underground: legend, truth. Barcelona: Catalonia. ISBN 978-84-612-6825-2.